# Troponje
Troponje (cyr. Тропоње) – wieś w Serbii, w okręgu pomorawskim, w gminie Svilajnac. W 2011 roku liczyła 729 mieszkańców.